# Зоя Заутца
Зоя Заутца (греч. Ζωή Ζαούτζη; ? — 899, Константинополь) — вторая жена императора Льва VI Мудрого.

## Биография
Зоя была дочерью Стилиана Заутцы, начальника малой этерии. Лев VI, женившийся в 881/882 году по настоянию отца и против своей воли на Феофано вскоре увлёкся Зоей и она стала его любовницей. Несмотря на свою набожность, Феофано не отнеслась спокойно к этой измене мужа. Когда ей стало известно об отношении Льва к Зое, она пожаловалась свёкру — императору Василию. Лев позднее вспоминал об этом инциденте: «Придя к блаженному моему отцу, она возвела на меня клевету, будто я общаюсь с Зоей, дочерью Заутцы. Не внимая моим оправданиям и просьбам, он тотчас же выдрал меня за волосы и, бросив на землю, избивал и топтал ногами, пока я не стал обливаться кровью». Кроме этого Василий выдал Зою замуж за Феодора Гузуанитома, одного из придворных.
Феофано скончалась 10 ноября 895 или 897 года. Вскоре скончался и муж Зои. По сообщению Псамафийской хроники, относительно Зои «был слух, что именно она виновна в смерти августы и своего супруга». После этого Лев решил вступить в брак с Зоей. В связи с этим желанием у Льва произошёл конфликт с его духовником Евфимием, который считал этот брак «беззаконным и нечестивым» и был сослан за это в монастырь Святого Диомида. Отец Зои, желавший видеть свою дочь женой Льва, получил от него почётный титул василеопатор («отец императора»). Преодолев все препятствия Лев вступил в брак с Зоей в 897/898 году: «Венчает царь Лев дочь Зауцы Зою, и благословляет её дворцовый священник, коему прозвание Синап». По сообщению книги «О церемониях», у Льва и Зои Родились две дочери:
- Анна (умерла младенцем, погребена в церкви Двенадцати апостолов);
- Анна (Евдокия), судьба неизвестна. Из письма патриарха Николая Мистика известно, что существовали планы выдать вторую дочь Льва за короля Людовика III Слепого.

Брак Льва и Зои продолжался недолго. В 899 году «от ужасной болезни и головокружения» она скончалась. По сообщению Продолжателя Феофана, «нашли гроб, дабы положить в него её тело, и вырезана была на нём такая надпись: „Дочь Вавилона несчастная“» — вероятно, цитата из Пс. 136:8 (см. также аллюзии на Откр. 17, 18):

8 Дочь Вавилона злосчастная, блажен, кто воздаст тебе возмездие твоё, которым ты воздала нам;
9 блажен, кто схватит и разобьёт младенцев твоих о камень! 
— 
.